# Pseudotyrannochthonius gracilis
Espèce
Pseudotyrannochthonius gracilis est une espèce de pseudoscorpions de la famille des Pseudotyrannochthoniidae.

## Distribution
Cette espèce est endémique des États-Unis. Elle se rencontre au Washington, en Oregon et dans le Nord de la Californie.

## Description
Les mâles mesurent de 1,73 à 1,85 mm et les femelles de 1,89 à 2,43 mm.

## Publication originale
- Benedict & Malcolm, 1970 : Some pseudotyrannochthoniine false scorpions from western North America (Chelonethida: Chthoniidae). Journal of the New York Entomological Society, vol. 78, no , p. 38-51 (texte intégral).